# Православие в Люксембурге
В Люксембурге в 2010 году насчитывается около 5 000 православных. Действуют греческий, русский, сербский и румынский приходы. С 1998 года православие имеет статус официальной конфессии.

## Константинопольский патриархат

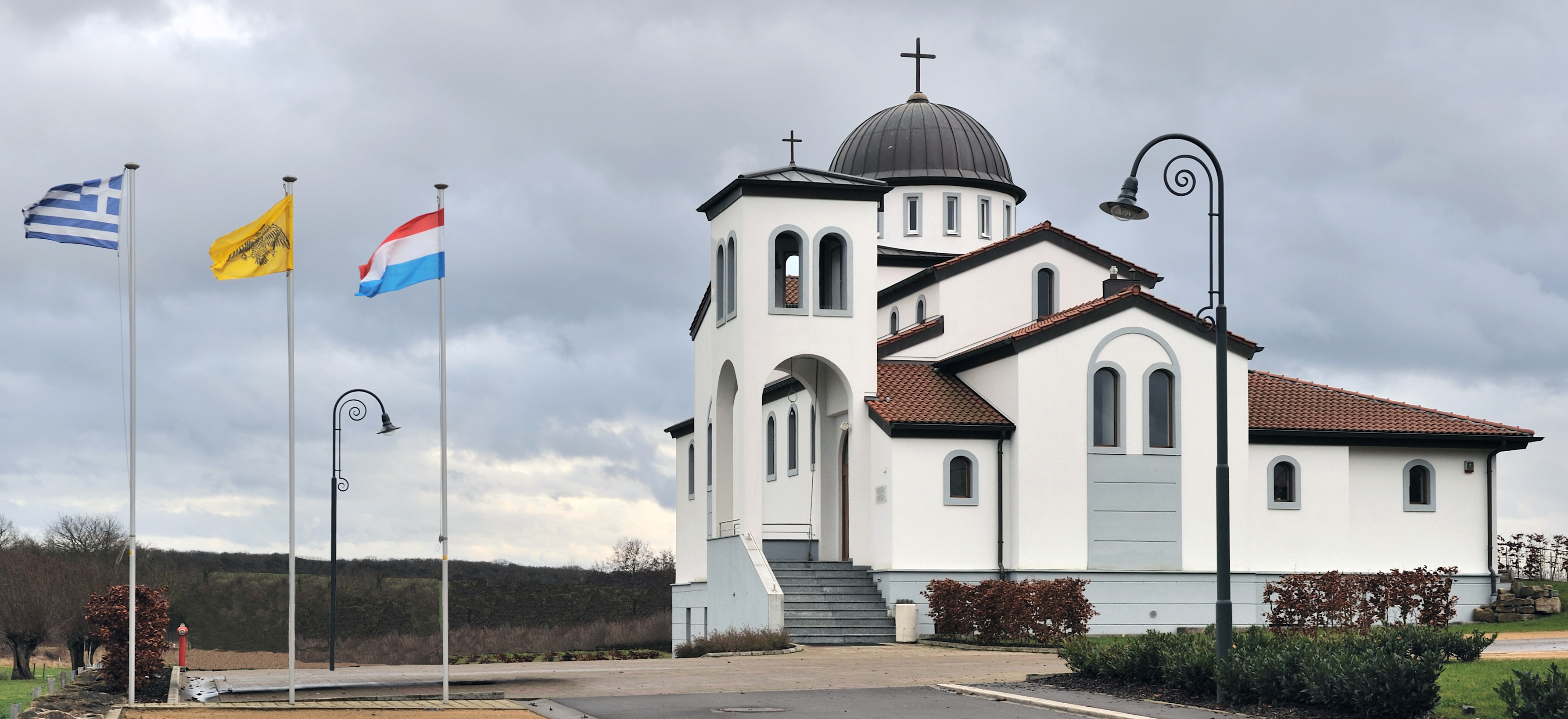
Храм Николая Чудотворца

Большинство люксембургских православных — греки. В 1969 году был учреждён Люксембургский экзархат Константинопольской православной церкви, управляемый митрополитом Бельгийским Пантелеимоном (Кондояннисом).
В 1997 году между властями Люксембурга и греческой православной общиной была заключена конвенция.
В стране действуют церковь Николая Чудотворца (освящена в 2008 году) и часовня святых бессребреников Космы и Дамиана.

## Русская православная церковь

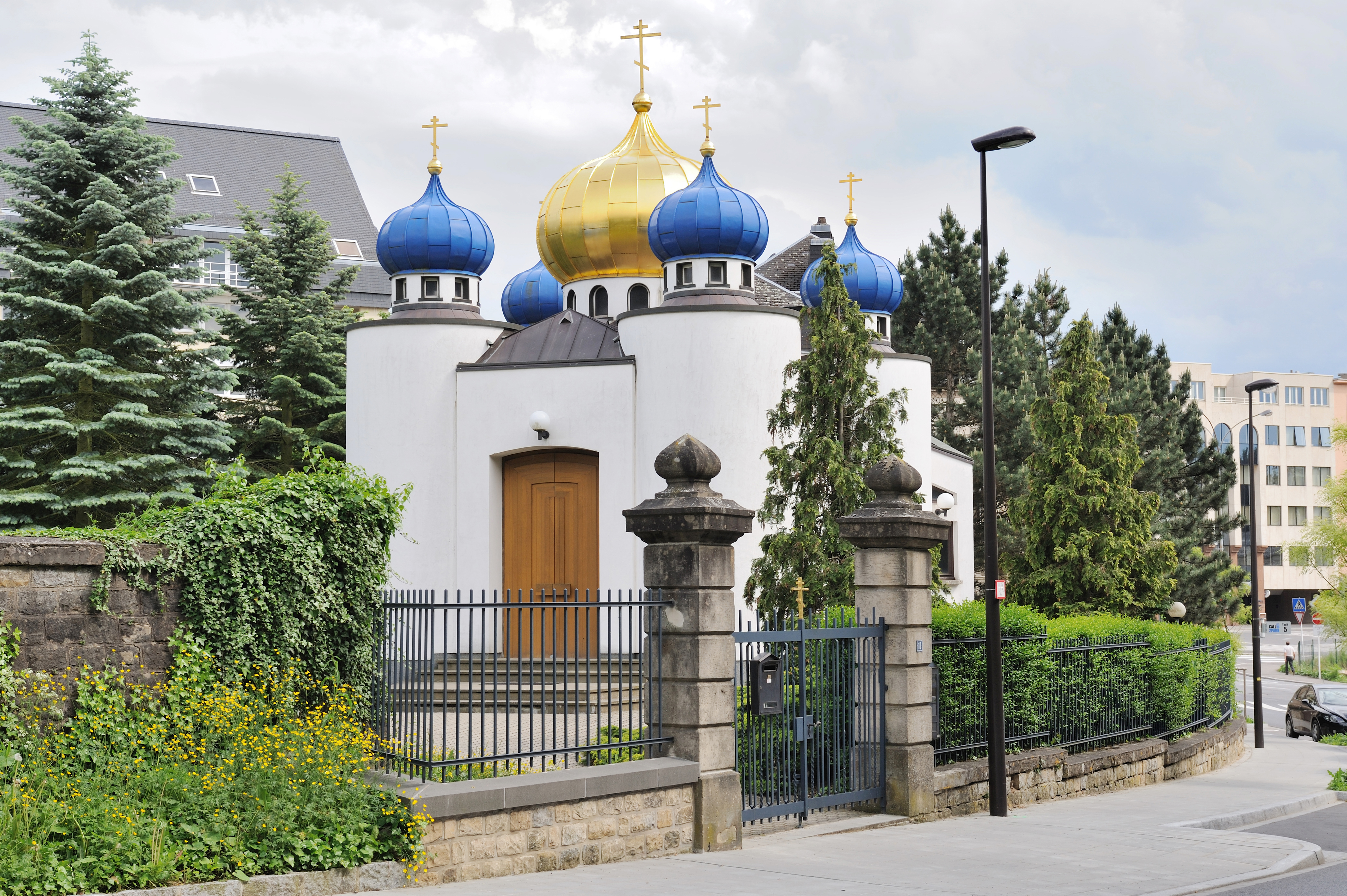
Храм Петра и Павла

Русских православных в стране около одной тысячи. Храм Петра и Павла относится к Лондонской и Западно-Европейской епархии РПЦЗ. Разрешение на строительство было получено священником Сергием Пухом в 1975 году. В течение нескольких лет собирались пожертвования. В 1979 году архиепископ Антоний заложил первый камень, а в 1982 году храм открылся. Храм пятиглавый, выстроен по проекту архитектора М. Шолла. В основание положены реликвии со Святой земли.

## Румынская православная Церковь
Действует Приход Рождества Христова в юрисдикции Митрополии Западной и Южной Европы

## Сербская православная Церковь
Действует Приход святых равноапостольных царя Константина и Елены, относящийся к Западноевропейской епархии.